# Iberoamerika-Gipfel

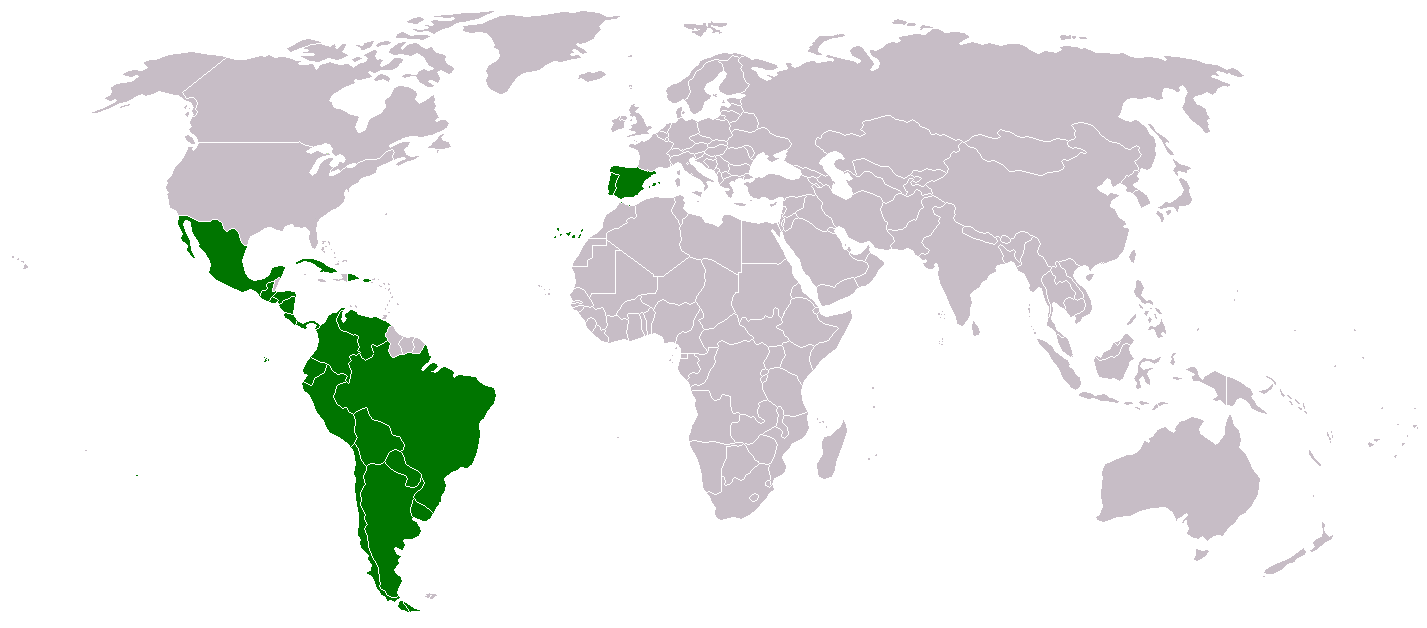
Mitgliedsstaaten der Iberoamerikanischen Konferenz der Nationen

Die Iberoamerika-Gipfel (spanisch Cumbre Iberoamericana, portugiesisch Cimeira Ibero-americana) sind ein Forum der Konzertation der Staats- und Regierungschefs von 19 iberoamerikanischen Staaten sowie der europäischen Staaten Spanien, Portugal und Andorra. Diese Länder sind Mitglied der so genannten ‚Iberoamerikanischen Konferenz der Nationen‘ (spanisch: Conferencia Iberoamericana de naciones). Ziel der Treffen ist es, über internationale Herausforderungen nachzudenken sowie die Kooperation, Koordination und Solidarität in der Region zu fördern.
Die Gipfel fanden von 1991 bis 2013 jährlich statt. Angesichts des nachlassenden Interesses – beim XXIII. Iberoamerika-Gipfel im Oktober 2013 waren nur noch 12 von 22 Staatsoberhäuptern zugegen – beschloss der XXIII. Gipfel, fortan nur noch jedes zweite Jahr zusammenzukommen.

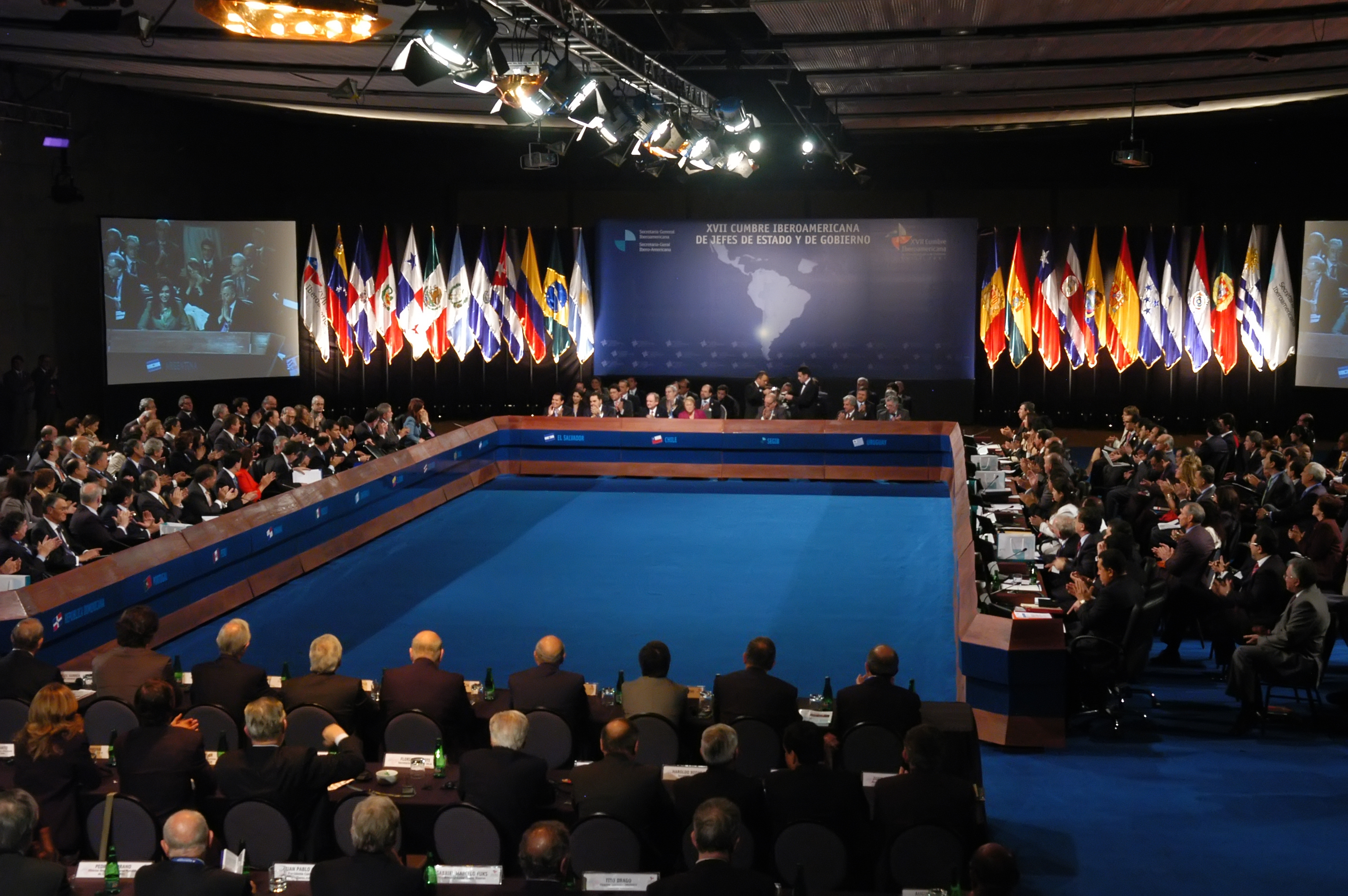
XVII. Iberoamerika-Gipfel in Santiago de Chile, Chile im Oktober 2007

## Mitgliedstaaten
Andorra, Argentinien, Bolivien, Brasilien, Chile, Costa Rica, Dominikanische Republik, Ecuador, El Salvador, Guatemala, Honduras, Kolumbien, Kuba, Mexiko, Nicaragua, Panama, Peru, Paraguay, Portugal, Spanien, Uruguay, Venezuela.

## Organe

### Generalsekretariat
Seit 2005 verfügt die Konferenz über ein ‚Iberoamerikanisches Generalsekretariat‘ (Secretaría General Iberoamericana – SEGIB), welches vom Uruguayer Enrique Iglesias geleitet wird. Sitz des Generalsekretariates ist die spanische Hauptstadt Madrid. Amts- und Arbeitssprachen sind Spanisch und Portugiesisch.

### Untergeordnete Organe
Organe, die durch die Iberoamerika-Gipfel geschaffen wurden oder mit ihnen in Verbindung stehen:
- Asociación de Bibliotecas Nacionales de Iberoamérica (ABINIA)
- Fondo para el Desarrollo de los Pueblos Indígenas de América Latina y el Caribe (Fondo Indígena)
- Organización de Estados Iberoamericanos para la Educación, la Ciencia y la Cultura (OEI)
- Organización Iberoamericana de la Juventud (OIJ)
- Consejo Iberoamericano del Deporte (CID)
- Centro Iberoamericano de Seguridad Social (CISS)
- Unión de Ciudades Capitales Iberoamericanas (UCCI)

## Liste der bisherigen Iberoamerika-Gipfel
| Gipfel                      | Ort                                       | Zeitpunkt                                                                  | portugiesisch                                                                                          | spanisch | deutsch |
| --------------------------- | ----------------------------------------- | -------------------------------------------------------------------------- | --- | --- | --- |
| I. Iberoamerika-Gipfel      | Guadalajara, Mexiko                       | Juli 1991                                                                  | Construção de um fórum de encontro para avançar num projecto político, económico e cultural comum      | Construcción de un foro de encuentro para avanzar en un proceso político, económico y cultural común        | ‚Schaffung eines Forums für die Förderung eines gemeinsamen politischen, wirtschaftlichen und kulturellen Prozesses‘                       |
| II. Iberoamerika-Gipfel     | Madrid, Spanien                           | Juli 1992                                                                  | Criação de novos instrumentos operativos que permitam a cultura de cooperação.                         | Creación de nuevos instrumentos operativos que permitan la cultura de cooperación                           | ‚Schaffung neuer Handlungsinstrumente, die eine Kultur der Zusammenarbeit ermöglichen‘                                                     |
| III. Iberoamerika-Gipfel    | Salvador da Bahia, Brasilien              | Juli 1993                                                                  | Desenvolvimento social                                                                                 | Desarrollo Social                                                                                           | ‚Soziale Entwicklung‘ |
| IV. Iberoamerika-Gipfel     | Cartagena de Indias, Kolumbien            | Juni 1994                                                                  | Comércio e integração como elementos de desenvolvimento iberoamericano                                 | Comercio e integración como elementos de desarrollo iberoamericano                                          | ‚Handel und Integration als Elemente der iberoamerikanischen Entwicklung‘                                                                  |
| V. Iberoamerika-Gipfel      | San Carlos de Bariloche, Argentinien      | Oktober 1995                                                               | A educação como factor essencial do desenvolvimento económico e social                                 | La educación como factor esencial del desarrollo económico y social                                         | ‚Die Bildung als entscheidender Faktor der wirtschaftlichen und sozialen Entwicklung‘                                                      |
| VI. Iberoamerika-Gipfel     | Santiago de Chile und Viña del Mar, Chile | November 1996                                                              | O desenvolvimento político Iberoamericano                                                              | El desarrollo político de Iberoamérica                                                                      | ‚Die politische Entwicklung Iberoamerikas‘                                                                                                 |
| VII. Iberoamerika-Gipfel    | Isla Margarita, Venezuela                 | November 1997                                                              | Os valores éticos da Democracia                                                                        | Los valores éticos de la democracia                                                                         | ‚Ethische Werte der Demokratie‘ |
| VIII. Iberoamerika-Gipfel   | Porto, Portugal                           | Oktober 1998                                                               | A Globalização e integração regional                                                                   | La globalización e integración regional                                                                     | ‚Die Globalisierung und regionale Integration‘                                                                                             |
| IX. Iberoamerika-Gipfel     | Havanna, Kuba                             | November 1999                                                              | Iberoamerica e a situação financeira internacional numa economia globalizada                           | Iberoamérica y la situación financiera internacional en una economía globalizada                            | ‚Iberoamerika und die internationale Finanzsituation in einer globalisierten Wirtschaft‘                                                   |
| X. Iberoamerika-Gipfel      | Panama-Stadt, Panama                      | November 2000                                                              | Unidos pela infância e adolescência, base da justiça no Novo Milénio                                   | Unidos por la Niñez y la adolescencia, base de la justicia en el Nuevo Milenio                              | ‚Vereint für die Kindheit und Jugend, Grundlage der Gerechtigkeit im neuen Jahrtausend‘                                                    |
| XI. Iberoamerika-Gipfel     | Lima, Peru                                | November 2001                                                              | Unidos para construir o amanhã                                                                         | Unidos para construir el mañana                                                                             | ‚Vereint, um die Zukunft zu gestalten‘ |
| XII. Iberoamerika-Gipfel    | Punta Cana, Dominikanische Republik       | November 2002                                                              | Desenvolvimento agropecuário, Meio ambiente e Turismo sustentável                                      | Desarrollo agropecuario, Medio Ambiente y Turismo Sostenibles                                               | ‚Landwirtschaftsentwicklung, Umwelt und nachhaltiger Tourismus‘                                                                            |
| XIII. Iberoamerika-Gipfel   | Santa Cruz de la Sierra, Bolivien         | November 2003                                                              | A inclusão social, motor do desenvolvimento da sociedade Iberoamericana                                | La inclusión social, motor del desarrollo de la Comunidad Iberoamericana                                    | ‚Die soziale Inklusion, Motor der Entwicklung der iberoamerikanischen Gemeinschaft‘                                                        |
| XIV. Iberoamerika-Gipfel    | San José, Costa Rica                      | November 2004                                                              | Educar para progredir                                                                                  | Educar para Progresar                                                                                       | ‚Bilden für den Fortschritt‘ |
| XV. Iberoamerika-Gipfel     | Salamanca, Spanien                        | Oktober 2005                                                               | Uma comunidade com voz própria                                                                         | Una Comunidad con voz propia                                                                                | ‚Eine Gemeinschaft mit eigener Stimme‘ |
| XVI. Iberoamerika-Gipfel    | Montevideo, Uruguay                       | November 2006                                                              | Migrações e Desenvolvimento                                                                            | Migraciones y Desarrollo                                                                                    | ‚Emigration und Entwicklung‘ |
| XVII. Iberoamerika-Gipfel   | Santiago de Chile, Chile                  | Oktober 2007                                                               | Coesão social e políticas sociais para conseguir sociedades mais inclusivas na Ibero-América           | Cohesión social y políticas sociales para alcanzar sociedades más inclusivas en Iberoamérica                | ‚Soziale Kohäsion und Sozialpolitiken für die Erlangung von gerechteren Gesellschaften in Iberoamerika‘                                    |
| XVIII. Iberoamerika-Gipfel  | San Salvador, El Salvador                 | Oktober 2008                                                               | Juventude e Desenvolvimento                                                                            | Juventud y Desarollo                                                                                        | ‚Jugend und Entwicklung‘ |
| XIX. Iberoamerika-Gipfel    | Estoril, Portugal                         | November/Dezember 2009                                                     | Inovação e Conhecimento                                                                                | Innovación y Tecnología                                                                                     | ‚Innovation und Technologie‘ |
| XX. Iberoamerika-Gipfel     | Mar del Plata, Argentinien                | Dezember 2010                                                              | Educação para a Inclusão Social                                                                        | Educación para la Inclusión Social                                                                          | ‚Erziehung für eine Einbeziehung in die Gesellschaft‘                                                                                      |
| XXI. Iberoamerika-Gipfel    | Asunción, Paraguay                        | Oktober 2011                                                               | Transformação do Estado e Desenvolvimento                                                              | Transformación del Estado y Desarrollo                                                                      | ‚Umgestaltung des Staates und Entwicklung‘                                                                                                 |
| XXII. Iberoamerika-Gipfel   | Cádiz, Spanien                            | November 2012                                                              | Uma relação renovada                                                                                   | Una relación renovada                                                                                       | ‚Eine erneuerte Beziehung‘ |
| XXIII. Iberoamerika-Gipfel  | Panama-Stadt, Panama                      | Oktober 2013                                                               | O papel político, económico, social e cultural da Comunidade Ibero-Americana num novo contexto mundial | El papel político, económico, social y cultural de la Comunidad Iberoamericana en el nuevo contexto mundial | ‚Die politische, wirtschaftliche, gesellschaftliche und kulturelle Rolle der iberoamerikanischen Gemeinschaft im neuen weltweiten Kontext‘ |
| XXIV. Iberoamerika-Gipfel   | Veracruz, Mexiko                          | Dezember 2014                                                              | | Iberoamérica en el Siglo XXI: Educación, innovación y cultura                                               | ‚Iberoamerika im 21. Jahrhundert: Bildung, Innovation und Kultur‘                                                                          |
| XXV. Iberoamerika-Gipfel    | Cartagena, Kolumbien                      | November 2016                                                              | | Juventud, Emprendimiento y Educación                                                                        | ‚Jugend, Unternehmertum und Bildung‘ |
| XXVI. Iberoamerika-Gipfel   | Antigua, Guatemala                        | November 2018                                                              | | Una Iberoamérica próspera, inclusiva y sostenible                                                           | ,Ein wohlhabendes, integratives und nachhaltiges Iberoamerika‘                                                                             |
| XXVII. Iberoamerika-Gipfel  | Soldeu, Andorra                           | April 2021 Geplant für November 2020, wegen der Corona-Pandemie verschoben | | Innovación para el desarrollo sostenible – Objetivo 2030                                                    | ,Innovation für nachhaltige Entwicklung – Ziel 2030‘                                                                                       |
| XXVIII. Iberoamerika-Gipfel | Santo Domingo, Dominikanische Republik    | März 2023                                                                  | | Juntos hacia una Iberoamérica justa y sostenible                                                            | ‚Gemeinsam für ein gerechtes und nachhaltiges Iberoamerika‘                                                                                |
| XXIX. Iberoamerika-Gipfel   | Cuenca, Equador                           | November 2024                                                              | | Innovación, Inclusión y Sostenibilidad                                                                      | ‚Innovation, Inklusion und Nachhaltigkeit‘                                                                                                 |
|                             |                                           |                                                                            | | | |

1. 1 2  Mit educar und educación sind in diesem Zusammenhang Bildung und Ausbildung gemeint.
2. ↑  Der portugiesische Titel bedeutet eigentlich „Innovation und Wissen“.